# Aanslag op de echtgenoot van de Koning (Nederland)
Artikel 108 van het Nederlandse Wetboek van Strafrecht stelt strafbaar het plegen van een aanslag op de echtgenoot van de Koning, voluit aanslag op de echtgenoot van de Koning, van de vermoedelijke opvolger van de Koning, of van diens echtgenoot. De figuur van de 'aanslag' wordt in de Nederlandse strafwet uitsluitend gebruikt om de Nederlandse staat en staatsinrichting bijzondere bescherming te bieden. Omdat het belang van de Koning identiek wordt geacht met het belang van de Staat, en de in dit artikel genoemde personen "nauw zijn betrokken bij de uitoefening van de koninklijke functie" wordt hun bescherming ook geacht het belang van de Staat te dienen. Het is een staatsmisdrijf.

## Aanslag op de echtgenoot van de Koning
In het wetboek wordt het delict omschreven als "de aanslag op het leven of de vrijheid van de echtgenoot van de Koning, van de vermoedelijke opvolger van de Koning, of van diens echtgenoot, wordt gestraft ...". Het begrip aanslag wordt nader gedefinieerd in artikel 79 Wetboek van Strafrecht. Op grond van dit artikel wordt een poging tot het plegen van een aanslag op de echtgenoot van de Koning gelijkgesteld met het voltooid delict. Door de poging gelijk te stellen met het voltooid delict kan de dader zich niet meer beroepen op de strafuitsluitingsgrond vrijwillige terugtred; door het begin van uitvoering is immers aan de delictsomschrijving reeds voldaan. Ook kan de dader geen aanspraak maken op de strafreductie van strafbare poging ex art. 45 Sr, simpelweg omdat artikel 45 niet van toepassing is.

### Delictsbestandsdelen (lid 1)
De aanslag moet gericht zijn op het leven. Het omvat mede doodslag en levensberoving op verzoek. Niet strafbaar onder dit artikel is hulp bij zelfdoding, omdat daar de handeling van de dader niet direct gericht is op het beëindigen van het leven en het gevolg (de dood) in beginsel niet vast staat. Ook andere misdrijven waarbij de dood een indirect gevolg is vallen niet onder de noemer op het leven. De in het eerste lid genoemde aanslag op het leven ziet wel alleen op de (niet-succesvolle) poging daartoe; indien de aanslag op het leven wel succesvol is valt deze onder het tweede lid. Ook een poging tot moord valt onder het tweede, en dus niet het eerste, lid.
Met op de vrijheid gericht omvat de delicten uit Titel XVIII van het Wetboek van Strafrecht. Fokkens beperkt de misdrijven uit deze titel echter alleen tot die delicten die naar het normale spraakgebruik ook een 'aanslag op de vrijheid' kunnen worden genoemd. Hij sluit daarmee uit de delicten in art. 273 Sr (mensenhandel); 274 Sr (slavenhandel); 275 Sr (schipper van een slavenschip); 276 Sr (schepeling van slavenschip); 277 Sr (vervrachten of verzekeren van schip voor slavenhandel) en 281(1) sub 1 Sr (schaking). Opmerkelijk is verder dat de categorie misdrijven waartegen in dit artikel bescherming geboden wordt groter is dan bij het misdrijf aanslag tegen de Koning, omdat de wet daar spreekt van een 'aanslag met het oogmerk om de Koning van zijn vrijheid te beroven'. Een reden voor dit verschil wordt niet door de wetgever in de toelichting gegeven.
Strafbaar gesteld op grond van dit artikel is alleen de aanlag gericht tegen de echtgenoot van de Koning, van de vermoedelijke opvolger van de Koning, of van diens echtgenoot. Met de echtgenoot van de Koning wordt ook de echtgenoot van de regerende Koningin bedoeld. De vermoedelijke opvolger van de Koning slaat alleen op "degene, die op elk moment tot het koningschap kan worden geroepen", dat is de gene die eerste in de lijn van mogelijke troonopvolgers is. Het artikel beschermt ook diens echtgenoot of echtgenote. Om strafbaar te zijn onder het artikel zal de dader zal zich bewust moeten zijn van de hoedanigheid van het slachtoffer én moet bovendien zijn opzet gericht zijn op het raken van dit slachtoffer.

### Delictsbestandsdelen (lid 2)
Het tweede lid voorziet in strafverzwaring indien de aanslag tegen het leven succesvol – en dus de dood ten gevolg heeft – of met voorbedachten rade is gepleegd. De vermelding van voorbedachte rade als strafverzwarende omstandigheid zorgt ervoor dat ook een poging tot moord bedreigd wordt met de hogere straf van het tweede lid. Aangenomen wordt dat de strafverzwarende grond 'met voorbedachten rade' alleen geldt voor hen bij wie deze voorbedachten rade aanwezig is geweest of wetenschap daarvan had; de strafverzwarende omstandigheid 'de dood ten gevolge heeft' geldt daarentegen voor allen die bij de aanslag betrokken zijn.

## Terroristisch oogmerk
Een specifieke strafverzwarende omstandigheid voor de aanslag is te vinden in artikel 114a Wetboek van Strafrecht. Indien het misdrijf van artikel 108(1) Sr gepleegd wordt met een terroristisch oogmerk wordt de maximumstraf verhoogd van maximaal vijftien jaar gevangenisstraf naar levenslang of ten hoogste dertig jaar. De definitie van een terroristisch oogmerk wordt in art. 83a Sr gegeven en luidt: "onder terroristisch oogmerk wordt verstaan het oogmerk om de bevolking of een deel der bevolking van een land ernstige vrees aan te jagen, dan wel een overheid of internationale organisatie wederrechtelijk te dwingen iets te doen, niet te doen of te dulden, dan wel de fundamentele politieke, constitutionele, economische of sociale structuren van een land of een internationale organisatie ernstig te ontwrichten of te vernietigen." Het tweede lid van artikel 108 wordt niet genoemd, omdat daar reeds de maximimale op te leggen straf voor geldt.

## Samenspanning
Strafbaar is ook de samenspanning om een aanslag tegen de echtgenoot van de koning te plegen – alleen – indien deze vergezeld wordt door een terroristisch oogmerk. Dit is strafbaar gesteld in art. 114b Wetboek van Strafrecht. Van samenspanning is sprake "zodra twee of meer personen overeengekomen zijn om het misdrijf te plegen". Het is daarmee een collectief voorbereidingsdelict omdat altijd meer dan één persoon vereist is. Karakteristiek voor samenspanning is dat het enkele overeenkomen om het misdrijf te plegen reeds het voltooid delict oplevert. Er hoeft nog geen sprake te zijn van een strafbare voorbereiding. Omdat het delict reeds voltooid is door het maken van de afspraak heeft een latere intrekking van de overeenkomst geen gevolg op de strafbaarheid van de dader. Wel moeten de dader overeengekomen zijn om een van de in artikel 108(1), 109 of 110 Wetboek van Strafrecht omschreven strafbare feiten te plegen. Indien iemand zich alleen verbindt de samenspanners te helpen, doch zonder dat dit helpen zulk een strafbaar feit oplevert, maakt deze persoon zich niet strafbaar aan samenspanning.